# Tetraloniella salviae
Tetraloniella salviae är en biart som först beskrevs av Laberge 1989.  Tetraloniella salviae ingår i släktet Tetraloniella och familjen långtungebin. Inga underarter finns listade i Catalogue of Life.